# 永明寺のキンモクセイ

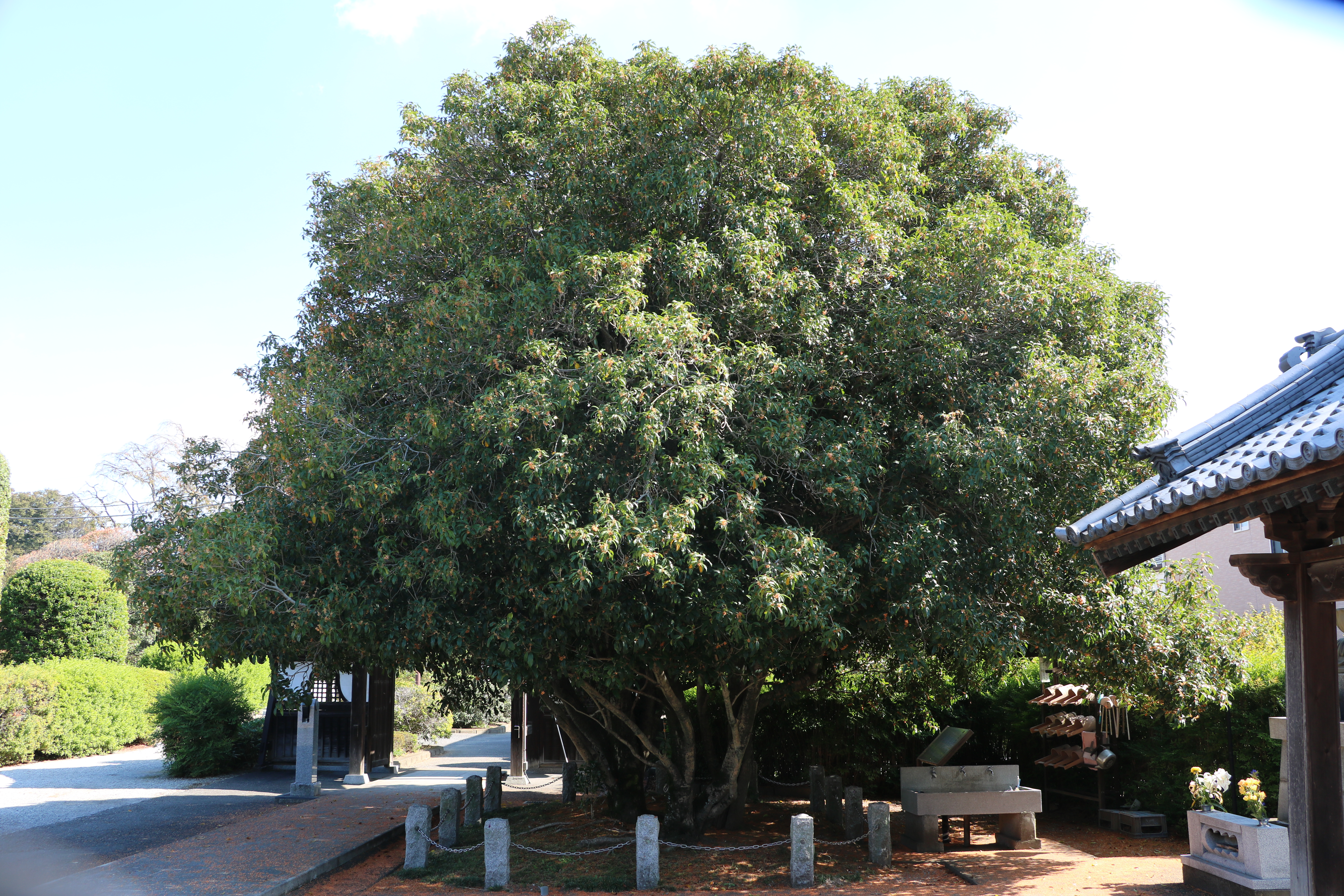
永明寺のキンモクセイ。2023年10月24日撮影。

永明寺のキンモクセイ（えいめいじのキンモクセイ）は、群馬県邑楽郡邑楽町中野にある曹洞宗寺院、永明寺の境内に生育する、国の天然記念物に指定されたキンモクセイである。
キンモクセイ（金木犀、学名: Osmanthus fragrans var. aurantiacus）は中国原産の観賞用樹木として江戸時代に日本へ持ち込まれ、主に神社仏閣の境内に植栽されているものが多く、国の天然記念物に指定された全6件のモクセイ類の所在地は、寺院3件、神社1件、観音堂1件、個人宅1件と、6件中5件が社寺境内に生育しており、同じ群馬県の華蔵寺のキンモクセイ（伊勢崎市）と同日の、1937年（昭和12年）6月15日に「永明寺の金木犀」の指定名称で国の天然記念物に指定された。
永明寺のキンモクセイは推定樹齢750年ともいわれ、伝承によれば同寺院が夢窓国師により開山されたとき、樹齢が既に100年を経過していたという老樹であったが、伊勢崎市の華蔵寺のキンモクセイと同様に、1966年（昭和41年）9月の台風により倒伏の被害を受け、一時は回復の望みが薄く絶望的な状況に陥ったものの、これも華蔵寺のキンモクセイと同様、根株より叢生したひこばえから株立ちして再生、今日では樹高8メートルにまで生長し、天然記念物の指定解除は免れている。群馬県下にあるこの2つの国指定天然記念物のキンモクセイは、昭和11年に行われた現地調査も同日、国の天然記念物指定日も同日、同じ台風による被害で損傷し、枯死の危機に瀕したものの、その後の復活に至るまで、同じような経緯を辿っている。

## 解説

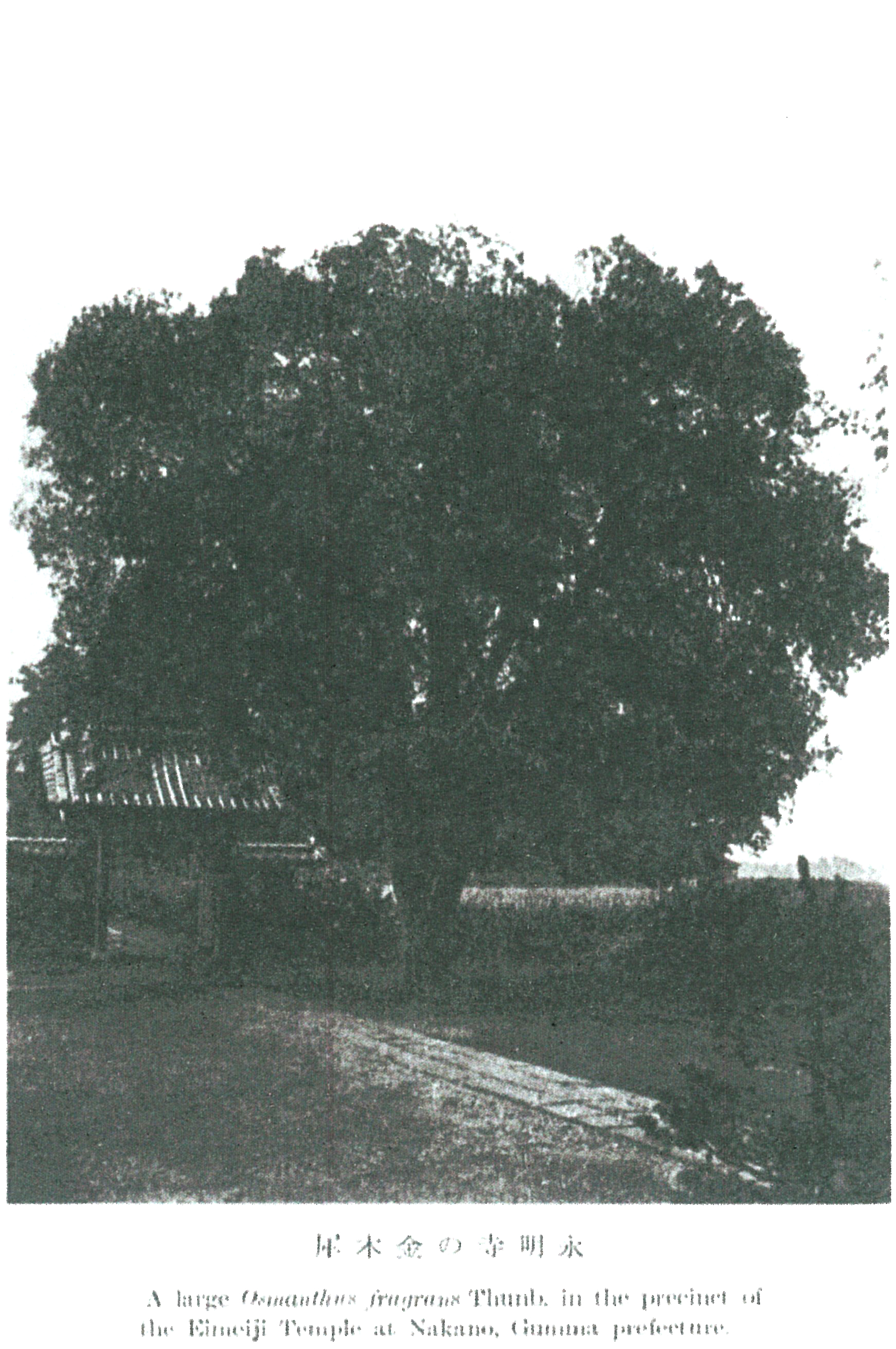
1936年（昭和11年）10月9日の調査時の永明寺の金木犀。

永明寺のキンモクセイは、群馬県邑楽郡邑楽町にある曹洞宗寺院永明寺の山門の西側に隣接して生育している。邑楽町は群馬県南東部の東毛地域の中央に位置しており、北側を流れる渡良瀬川支流の矢場川と、南側を流れる利根川に挟まれた標高25メートル前後の平坦な地形が広がる一帯である。
永明寺のある中野地区は邑楽町の中心部にあたり、東武小泉線本中野駅から700メートルほど北西の住宅地の一角に永明寺が所在する。永明寺は1333年（元弘3年）の夢窓国師による開基と伝えられており、このキンモクセイも同じ頃に他所から移し植えられたもので、植樹の時点で樹齢100年を経過していたという。
国の天然記念物指定に先立つ現地調査は植物学者の三好学によって1936年（昭和11年）10月9日に行われたが、伊勢崎の華蔵寺のキンモクセイと同日に行われている。調査当時の根周りは4.68メートルで、地上1.3メートルの場所から主幹が南北の2方向に分かれており、この部分の幹囲は3.4メートル、北側の枝の基部周囲は2.5メートル、南側の枝の基部周囲は1.65メートルで、このうち北側の枝は更に中央と北方の2枝に分かれていた。一般的なキンモクセイと比較して枝張りが非常に大きく、根元からの枝張りは東方へ約6.75メートル、西方へ約7メートル、南方へ約8メートル、北方へ約7.3メートルに達していた。調査記録には樹高の記載がないが、邑楽町のホームページによれば樹高16メートルの巨木であったという。
調査を行った三好は「調査当時盛に開花し、香気遠所に伝はれり。花は黄赤色なり。」と報告に記され、調査翌年の1937年（昭和12年）6月15日に「永明寺の金木犀」（後に片仮名のキンモクセイへ変更）の指定名称で、当時の保存要目の第一「名木、巨樹、老樹」として国の天然記念物に指定された。なお伊勢崎の華蔵寺のキンモクセイも（別件として）同日に指定されている。
その後の1949年（昭和24年）12月3日に植物学者の本田正次が永明寺へ訪れるなど、同樹はキンモクセイの老樹として知られていたが、1966年（昭和41年）9月25日に東日本を中心に大きな被害をもたらした昭和41年台風第26号の強風により、永明寺のキンモクセイは地上5メートルの位置で主幹が折れて倒伏し、地中から引き抜かれるような形で飛び出した根部が、周囲の土砂を巻き込み土山のように地表に盛り上がった。対応を協議した関係者らによって倒れた樹本体を引き起こして再生が試みられ、永明寺では倒伏した株の地際部分に盛土を施し、僅かに生き残った下部から萌芽したひこばえを発根させ2代目が造られたものの、群馬県林業試験場場長で群馬県文化財保護審議会委員の安盛博の調査によれば、倒伏した本体自体は回復の見込みが無いと考えられた。
ところが1994年（平成6年）4月に安盛自身が再び調査したところ、新しく萌芽した梢が新たに根付いて再生しており、朽ち果てた元の主幹から少し離れて2本の幹が株立ち、樹高も4メートルにまで成長していることが確認された。手入れを継続すれば回復するものと考えられ、その後も関係者らによる手厚い管理や養生が続けられ樹勢は順調に回復している。
永明寺の所在する邑楽町教育委員会が2014年（平成26年）3月に現地に設置した解説板によれば、樹高は7メートルを超え、同町発行の『邑楽町の文化財 - 令和3年度改定版第3版』では8メートルに達しており、毎年9月下旬から10月にかけて黄赤色の小さな無数の花を咲かせ、訪れる人々を楽しませている。

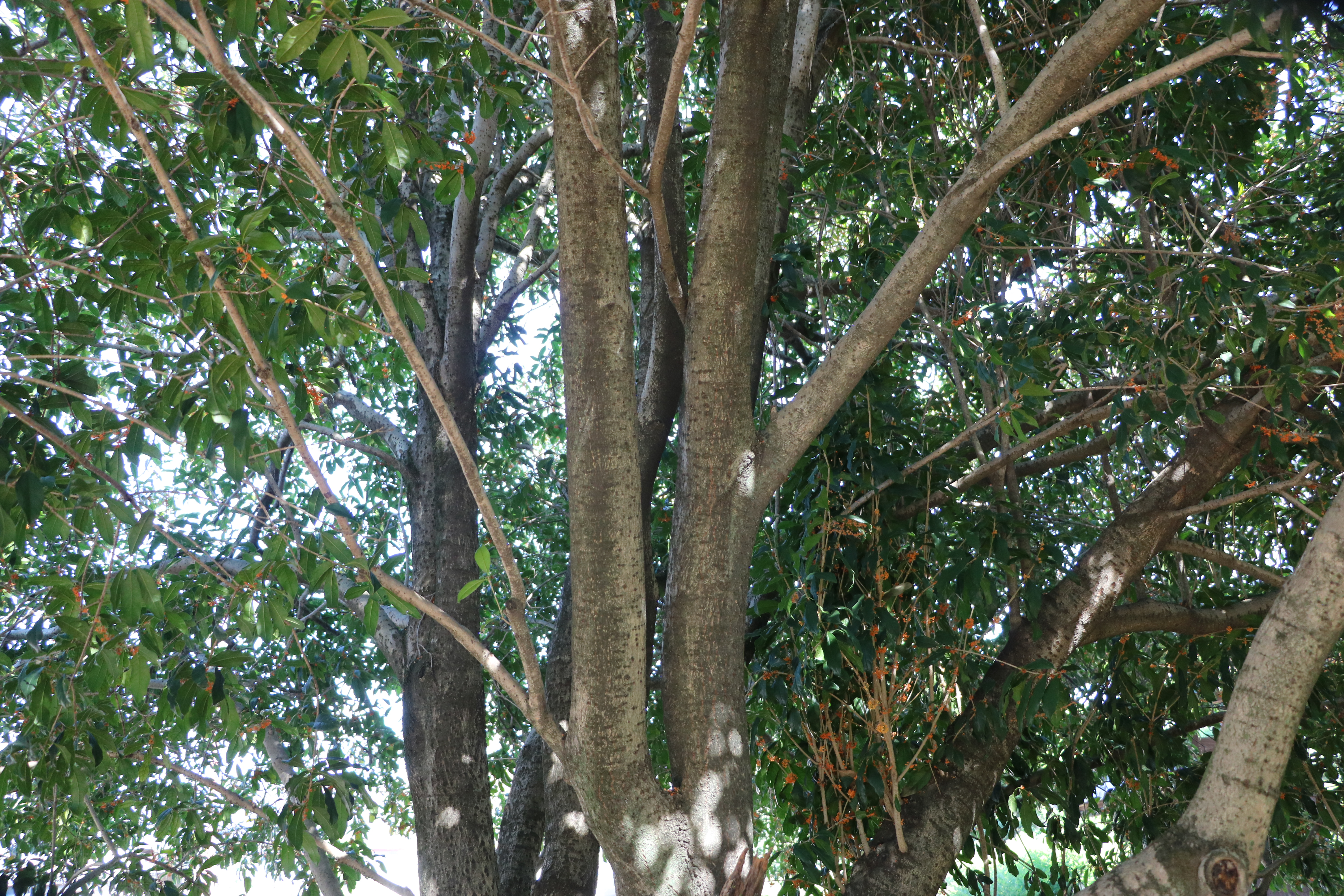
主幹部。2023年10月24日撮影。
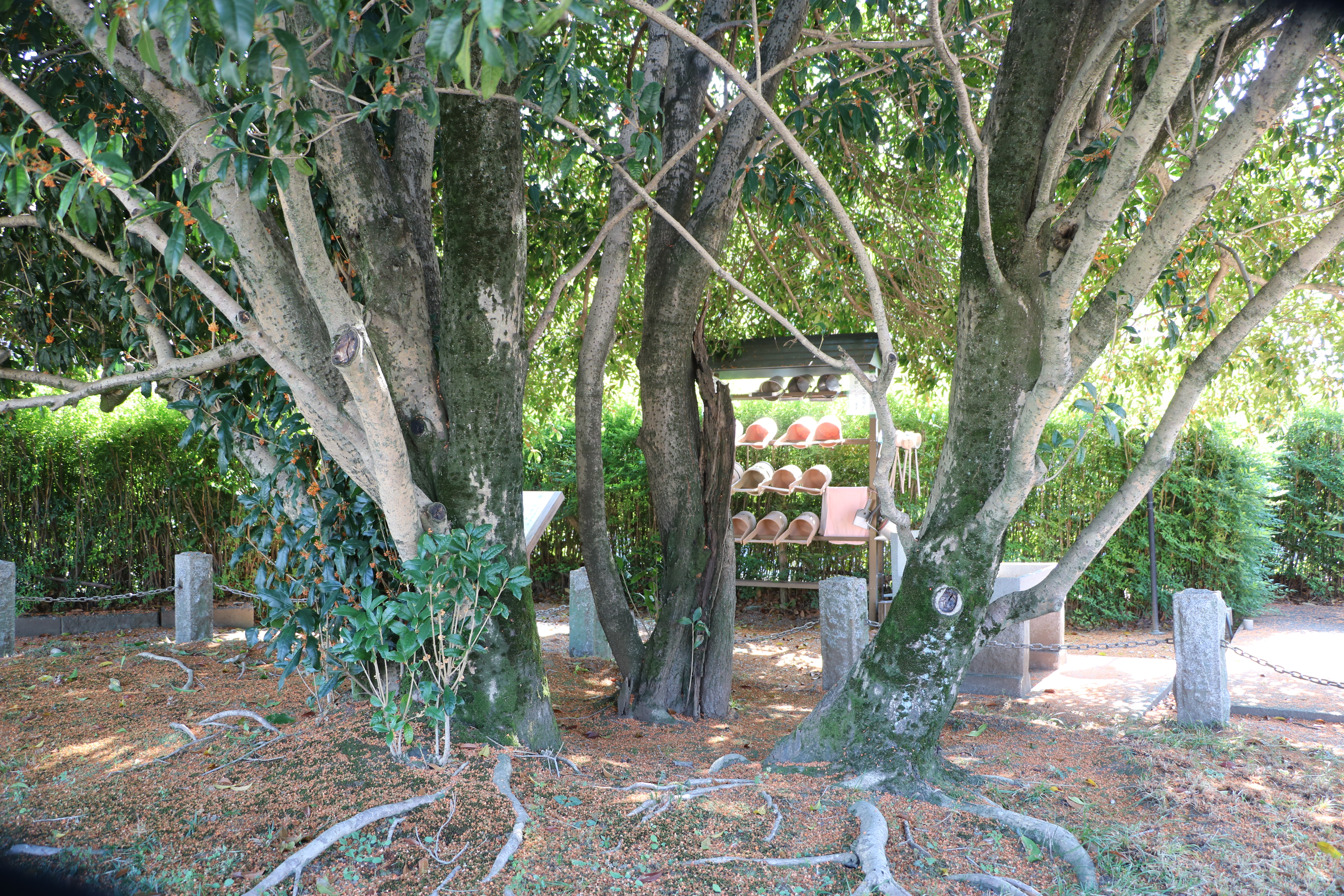
根元周り。2023年10月24日撮影。
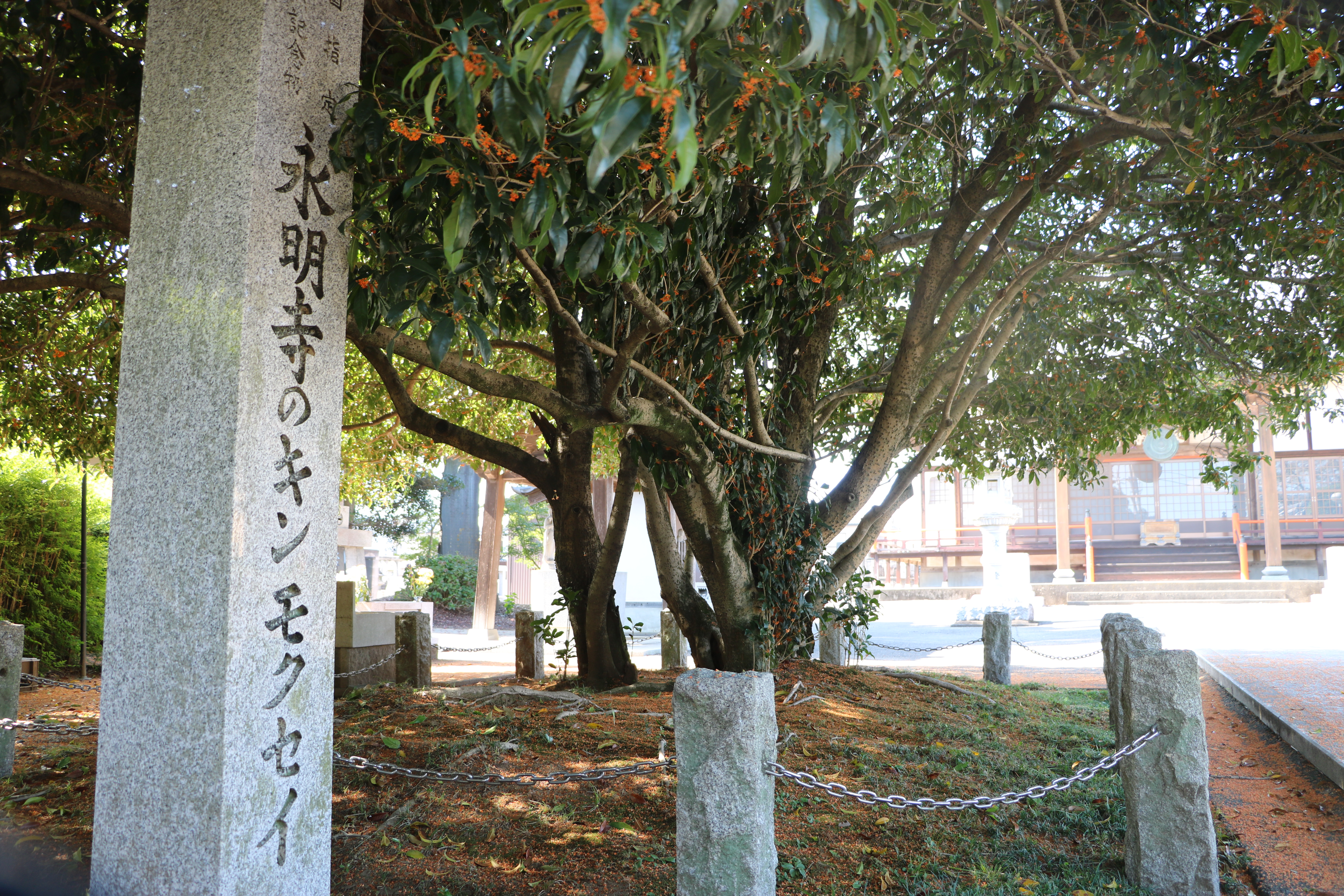
永明寺のキンモクセイと石碑。2023年10月24日撮影。

## 交通アクセス
所在地
- 群馬県邑楽郡邑楽町中野2933[9]。

交通
- 東北自動車道館林インターチェンジより車で約30分[20]。
- 東武小泉線本中野駅より徒歩約10分[20]。